# District de Nishikasugai
Le district de Nishikasugai (西春日井郡, Nishikasugai-gun) est un district de la préfecture d'Aichi au Japon.

## Géographie

### Démographie
Lors du recensement national de 2000, la population du district de Nishikasugai était de 151 738 habitants répartis sur une superficie de 42 km2. Dix ans plus tard, elle était estimée à 14 413 habitants pour une superficie de 172 km2.

## Transport
Le district de Nishikasugai abrite une partie de l'aéroport de Nagoya et est le siège de l'entreprise aérienne J-Air.

## Communes du district
- Toyoyama